# Andorra en los Juegos Olímpicos de Los Ángeles 1984
Andorra estuvo representada en los Juegos Olímpicos de Los Ángeles 1984 por un total de dos deportistas que compitieron en un deporte: tiro.  
El portador de la bandera en la ceremonia de apertura fue el tirador Joan Tomàs Roca. El equipo olímpico andorrano no obtuvo ninguna medalla en estos Juegos.